# Фірмен Сану
Фірмен Сану (фр. Firmin Sanou, нар. 21 квітня 1973, Бобо-Діуласо) — буркінійський футболіст, який грав на позиції захисника. Відомий за виступами за буркінійські клуби «Расінг де Бобо» та «Етуаль Філант», французькому клубі АСОА (Валанс), та національну збірну Буркіна-Фасо.

## Клубна кар'єра
Фірмен Сану народився в місті Бобо-Діуласо, та розпочав виступи в дорослому футболі в складі місцевого клубу «Расінг де Бобо», в якому грав до кінця 1994 року. У 1995 році футболіст став гравцем клубу «Етуаль Філант» з Уагадугу, та став у його складі триразовим володарем Кубка Буркіна-Фасо. У 2000 році Сану перейшов до французького клубу АСОА (Валанс), у якому спочатку грав у третьому, а пізніше в другому французькому дивізіоні. Закінчував кар'єру буркінійський захисник в аматорських французьких клубах «Монтелімар» і «Шамбері», в яких грав до 2009 року.

## Виступи за збірну
У 1995 році Фірмен Сану дебютував у складі національної збірної Буркіна-Фасо. У складі збірної Сану брав участь у Кубку африканських націй 1996 року, на якому зіграв 1 матч. У 1998 році футболіст удруге грав на Кубку африканських націй, де був гравцем основного складу, а команда зайняла 4-те місце. У 2002 році Фірмен Сану знаходився у складі збірної на Кубку африканських націй 2002 року, проте на поле не виходив. Після Кубка африканських націй 2002 року футболіст до збірної не залучався, загалом зіграв у її складі 34 матчі, в яких відзначився 2 забитими м'ячами.